# FINAL DISTANCE
「FINAL DISTANCE」（ファイナル・ディスタンス）は、2001年7月25日にリリースされた、宇多田ヒカルの8枚目のシングル。

## 解説
- シングルとしては「Can You Keep A Secret?」より約5ヶ月振りとなる。
- 本作は2ndアルバム『Distance』収録の表題曲「DISTANCE」をアレンジを加えた上でシングルカットしたもの。
- 当初の予定では、そのまま「DISTANCE」をシングルカットする予定だったが、当時ニューヨークに一人暮らしをしていた頃に、日本にいたスタッフと何度かやり取りしていた際、スタッフが「こんなリミックスが出来上がったんだけど」と数曲かを紹介された際、宇多田が「あたしも一個やりたいんだけど、良い？」と打診をした事が切っ掛けで本作の制作が持ち上がったと言う[1]。当時、「DISTANCE」自体をバラードとして制作する前提として制作していたが、制作過程でアルバムに収録されているポップなアレンジとして完成させた際、「ちょっと心残りがあった」と言う気持ちもあって改めてバラードとしてリメイクして完成させたのが、「FINAL DISTANCE」であると言う[1]。また、本作が完成した際、「こんな作り方があったんだ。」と1つの大きな方向性を見出し、この曲が完成した後は後にシングルで発売されることになる『光』、『traveling』が作られていき、最終的には3rdアルバム『DEEP RIVER』の制作、完成にへと繋がっていったのだと言う[1]。

- しかし、この曲のレコーディング中に附属池田小事件が発生する。その犠牲者の少女が自身のファンであったことを知り、制作中だった「FINAL DISTANCE」をその少女に捧げ、タイトル・ナンバーにすることを決めた。また、CDパッケージには追悼メッセージが載っている。
- 原曲の「DISTANCE」がカップリング曲としてリカット収録されている。（アウトロのフェードアウトがアルバム・ヴァージョンより若干長く、アルバム・ヴァージョンでは聞きとれなかった宇多田のフェイクを聞くことができる）。
- 本作の売上でオリコン集計によるシングル総売上が1000万枚を突破、デビューから約2年8か月での達成は史上最速であり、この記録は現在も破られていない。
- 「FINAL DISTANCE」には紀里谷和明監督によってPVが撮られ、彼にとってそれが初めての宇多田作品であった。
- 日本音楽著作権協会（JASRAC）には「FINAL DISTANCE」は「DISTANCE」に付随する形で登録されている。「DISTANCE」はJASRACの著作権使用料分配額（国内作品）ランキングで2001年度の年間6位[2]、2002年度の年間5位[3]を獲得した。

## 収録曲
全作詞・作曲：宇多田ヒカル
1. FINAL DISTANCE (5:40)
編曲：河野圭 & 宇多田ヒカル、ストリングス・アレンジ：斎藤ネコ
DoCoMo M-stage CMソング
2. DISTANCE -PLANITb Remix- (6:16)
ラッセル・マクナマラ
3. DISTANCE -m-flo remix- (5:57)
編曲 & ストリングス・アレンジ：河野伸、produced by TAKU (m-flo)
- 2024年に行われたライブツアー『SCIENCE FICTION』において、このバージョンが披露された。
4. DISTANCE (5:42)
編曲：河野圭 & 宇多田ヒカル
5. DISTANCE -Original Karaoke- (5:42)
6. FINAL DISTANCE -Instrumental- (5:37)

## 収録アルバム
FINAL DISTANCE
- 『DEEP RIVER』
- 『Utada Hikaru SINGLE COLLECTION VOL.1』

DISTANCE
- 『Distance』

## カバー
| 発売日         | タイトル                                                                                           | 規格品番   |
| -------------- | -------------------------------------------------------------------------------------------------- | ---------- |
| 2002年03月27日 | TAKUMI & AQUA ENSEMBLE『ストリングス・インテリア～ひとり』(#1)                                     | KICS-939   |
| 2007年08月22日 | LOVERS ROCREW『LOVERS POP』(#1)                                                                    | GAGJ-0032  |
| 2013年03月06日 | より子『弾きがたり 3』(#1)                                                                         | DQC-1050   |
| 2014年12月09日 | トリビュートアルバム『宇多田ヒカルのうた -13組の音楽家による13の解釈について-』(#1,AIによるカバー) | TYCT-60055 |